# 安熱莉克·基喬

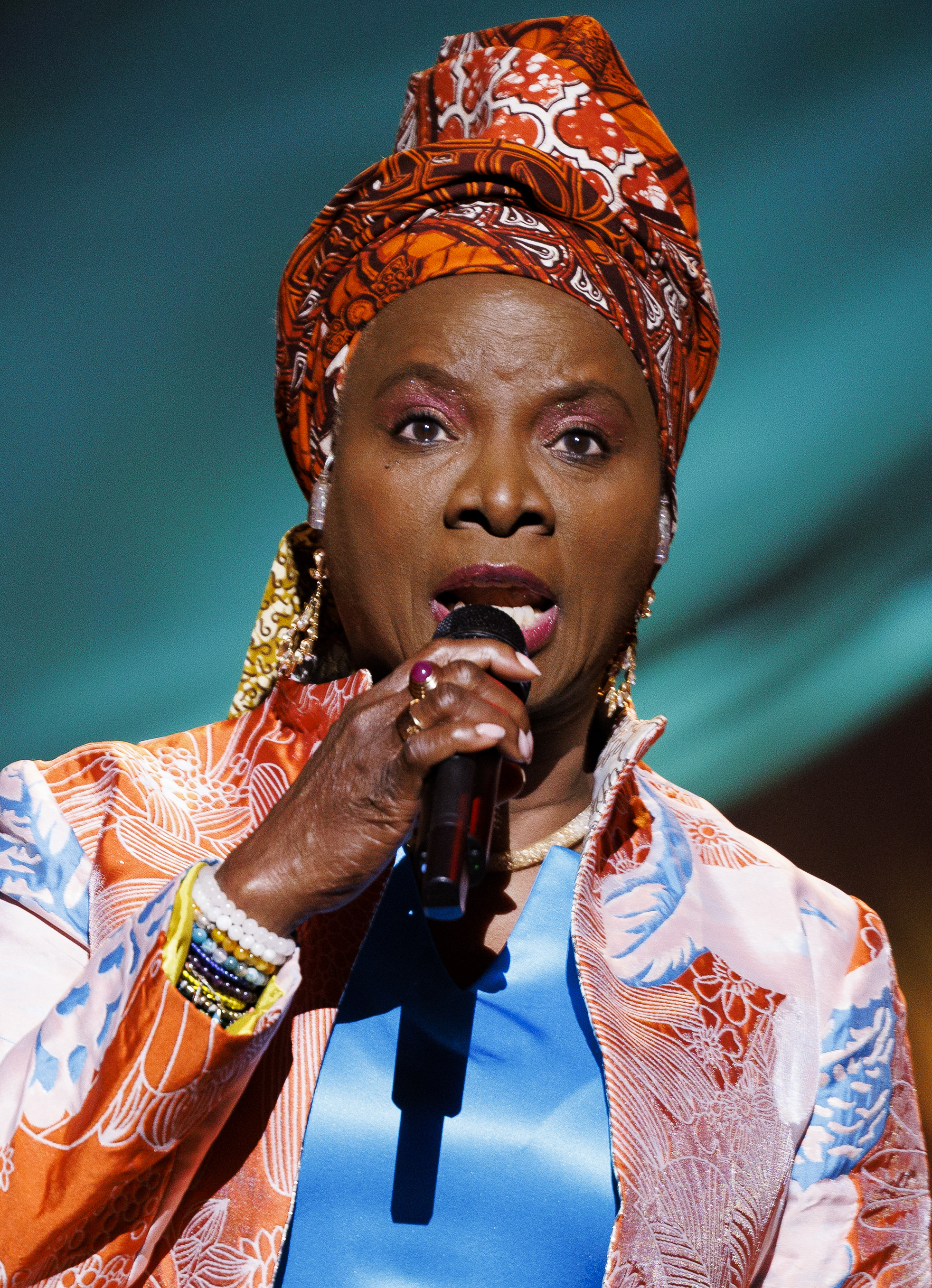
攝於2023年

安热莉克·克帕塞洛科·欣托·洪西努·曼塔·佐格宾·基乔（1960年7月14日—），女，貝寧裔法語創作歌手和活動家，以其多樣化的音樂影響力和創意音樂視頻而聞名。琪蒂歐出生於一個表演藝術家家庭。她的父親是一位音樂家，她的母親是一名編舞和戲劇導演。琪蒂歐是五項格萊美獎得獎者，亦於2023年贏得保拉音乐奖。
2007年，《時代》雜誌稱她為「非洲首屈一指的天后」。她於2021年7月23日在2020年東京奧運會開幕式上表演。2021年9月15日，《時代》雜誌將她列入全球100位最具影響力的人物名單。

## 伸延閱讀
- Case Study: Mapping, Targeting, and Training Benin's Future Leaders 的存檔，存档日期November 13, 2021，.

## 外部連結
- Official Angélique Kidjo Site （页面存档备份，存于）
- The Batonga Foundation （页面存档备份，存于）
  - . ProPublica. May 9, 2013  [2024-08-13]. （原始内容存档于2023-12-15） （英语）.
- Angélique Kidjo （页面存档备份，存于） on YouTube
- The New York Times review of Angélique Kidjo, January 2014. （页面存档备份，存于）
- CNN African Voices profile of Angélique Kidjo, May 2009. （页面存档备份，存于）
- Singer Angelique Kidjo Speaks Out on Climate Change （页面存档备份，存于） – video report by Democracy Now!.
- Angélique Kidjo video interview at underyourskin （页面存档备份，存于）